# Chiusano di San Domenico

Chiusano di San Domenico es uno de los 119 municipios o comunas ("comune" en italiano) de la provincia de Avellino, en la región de Campania. Con cerca de 2.466 habitantes, según el censo de 2005, se extiende por una área de 24,56 km², teniendo una densidad de población de 100,41 hab/km². Linda con los municipios de Castelvetere sul Calore, Lapio, Parolise, Salza Irpina, San Mango sul Calore, y Volturara Irpina

## Demografía
| Gráfica de evolución demográfica de Chiusano di San Domenico entre 1861 y 2001 |
|                                                                                |
| Fuente ISTAT - elaboración gráfica de Wikipedia                                |